# オシップ・ルニッチ
オシップ・イリイチ・ルニッチ（ロシア語：Осип Ильич Рунич, ラテン語表記: Ossip Iliych Runitsch、1889年-1947年4月6日）は、ロシア帝国出身の俳優、プロデューサー、舞台監督である。

## 略歴

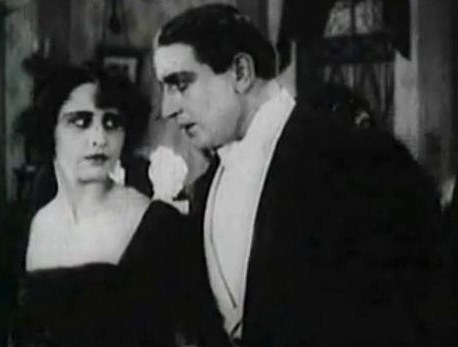
『悲しみよ、鎮まれ...悲しみよ...』におけるルニッチとヴェラ・ホロドナヤ

ルニッチは「ロシア映画の王」と称されたロシア無声映画の大スターであり、ロシア映画界を代表する最初の人物の一人である。 1915年から1919年にかけて、ルニッチはヴェラ・ホロドナヤ、ヴィトルド・ポロンスキー、ピョートル・チャルディーニンらと『悲しみよ、鎮まれ...悲しみよ...』『最後のタンゴ』などのサイレント映画に出演し、成功を収めた。

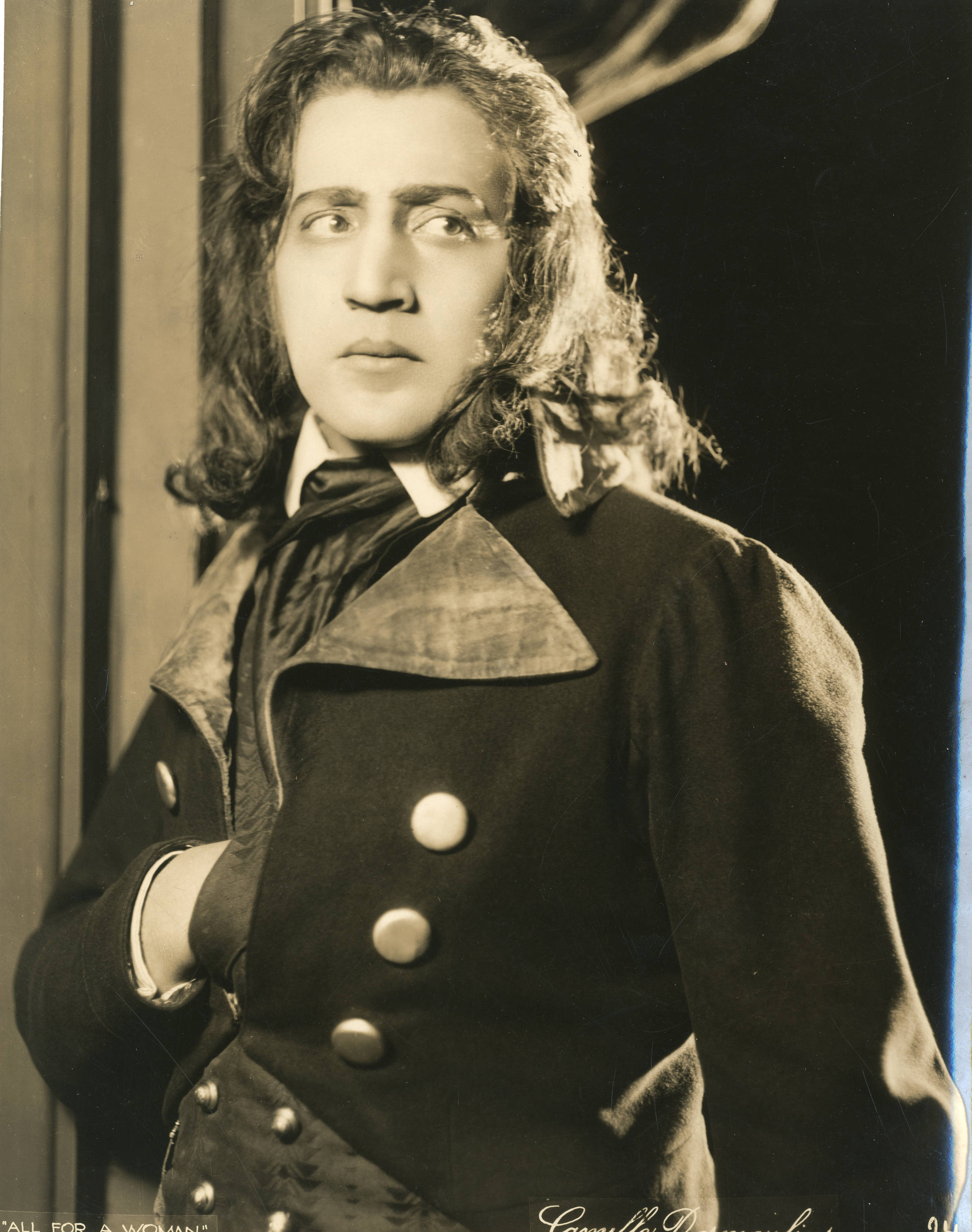
『怪傑ダントン』におけるカミーユ・デムーランに扮したルニッチ

長年慕っていた共演者のホロドナヤが1919年に亡くなった後、ルニッチはロシアを出てイタリア、ついでドイツに渡り、エミール・ヤニングスやヴェルナー・クラウスら有名なドイツ人俳優と共演した。
1925年、ルニッチは宮廷バレエダンサーのニーナ・パヴリシチェワと結婚。 ラトビアのリガに拠点を移した1930年代には、自身のルーツであるユダヤ文化に立ち返り、イディッシュ語を学んで東欧のユダヤ人演劇界の主要人物となった。
第二次世界大戦の勃発が避けられないと悟ったユダヤ人のルニッチは1939年から南アフリカ共和国に住み、同地で最初のプロの劇団のひとつとなるイディッシュ語劇団を創設した。 その傍らで1940年代半ばには州立劇場で『ラ・ボエーム』、『トスカ』『ファウスト』などオペラをプロデュースし、1946年にはアフリカーンス語で上演された初のオペラ『カルメン』を制作した。

## 主な出演作
| 公開年 | 邦題 原題                                                | 製作国                           | 役名                 |
| ------ | -------------------------------------------------------- | -------------------------------- | -------------------- |
| 1918   | 悲しみよ、鎮まれ...悲しみよ... Молчи, грусть... молчи... | ロシア社会主義連邦ソビエト共和国 | ザリツキー           |
| 1918   | 最後のタンゴ Последнее танго                             | ロシア社会主義連邦ソビエト共和国 | ジョー               |
| 1921   | 怪傑ダントン Danton                                      | ドイツ国                         | カミーユ・デムーラン |
| 1924   | 恋のコサック Taras Bulba                                 | ドイツ国                         | オスタップ           |
| 1924   | 維納の夢 Prater                                          | ドイツ国                         | リノン伯爵           |
| 1925   | マデレンの二つの命 Das goldene Kalb                      | ドイツ国                         |                      |